# Ligsdorf
Ligsdorf település Franciaországban, Haut-Rhin megyében. Lakosainak száma 317 fő (2022. január 1.). Ligsdorf Kiffis, Ferrette, Sondersdorf, Lucelle, Winkel és Bendorf községekkel határos.

## Népesség
A település népességének változása:
| Lakosok száma | 325  | 316  | 320  | 311  | 307  | 307  | 310  | 314  | 317  |
|               | 2013 | 2015 | 2016 | 2017 | 2018 | 2019 | 2020 | 2021 | 2022 |